# Mercato ad asta
In un mercato ad asta (o orden driver), il prezzo dei titoli è determinato sulla base del confronto fra domanda e offerta; ognuno porta le proprie proposte di negoziazione al mercato.
Per ogni titolo c'è un book (libro ordini), una tabella così organizzata:
- a sinistra sono riportate le proposte di acquisto, con quantità richiesta e prezzo offerto
- a destra sono riportate le proposte di vendita, con quantità offerta e prezzo richiesto.

Le proposte di acquisto sono ordinate per prezzo migliore e, in caso di parità, per precedenza temporale.
Il book può essere anche lunghissimo. Un'operazione si conclude quando ci sono due prezzi fra loro compatibili fra domanda ed offerta; il mercato permette l'incrocio di domanda ed offerta in via continuativa. Ci sono poi ordini al meglio: si fa richiesta d'acquisto e poi il mercato esegue al miglior prezzo possibile.
Questi mercati sono guidati dal prezzo: la quantità di negoziazione dipende da quanto si aggiustano i prezzi. Funzionano bene perciò ci sono sul mercato titoli che attraggono molta liquidità, cioè quando i mercati sono molto efficienti. Sono logicamente contrapposti ai mercati a quote (o quote driver), in cui operano i market maker.